# چریک‌های فدایی خلق ایران
چریک‌های فدایی خلق ایران (مخفف: چفخا) نام گروه سیاسی کوچکی است که در حال حاضر علیه جمهوری اسلامی ایران فعالیت می‌کند. مرکزیت این گروه مانند سایر نیروهای اپوزیسیون خارج از کشور و در این مورد عمدتاً اروپا و انگلستان است.
این گروه نتیجه یکی از انشعابات متعدد سازمان چریک‌های فدایی خلق ایران بود و در خرداد ۱۳۵۸ توسط اشرف دهقانی و محمد حرمتی‌پور تأسیس شد. این گروه برخلاف اکثریت سازمان معتقد به ادامه مبارزه مسلحانه حتی پس از سرنگونی شاه بود. تمایز نام آن با سازمان اصلی در حذف کلمه «سازمان» بود. با توجه به انشعابات متعدد فداییان و با توجه به نقش یگانهٔ اشرف دهقانی در تأسیس این گروه، معمولاً آن‌ها را با نام «جریان اشرف دهقانی» می‌شناسند، اما نام رسمی این گروه، «چریک‌های فدایی خلق ایران» است.
در حال حاضر این گروه دو نشریهٔ «پیام فدایی» و «۱۹ بهمن» را به زبان فارسی منتشر می‌کند و در بعضی از تظاهرات خارج از کشور، به ویژه در لندن حضور دارند. اشرف دهقانی هنوز به‌عنوان رهبر فکری و عملی این گروه شناخته می‌شود.

## انشعاب در گروه
در تیرماه سال ۱۳۶۰ محمد حرمتی‌پور که از بنیانگذاران گروه و مسئول کمیتهٔ کردستان بود با هدف تأسیس یک گروه مسلح به همراه اعضای دیگر دست به انشعاب زد و چریک‌های فدایی خلق ایران (ارتش رهایی‌بخش خلق‌های ایران) را تأسیس کرد. این گروه با هدف تأسیس جبهه‌ای در شمال ایران در جنگل‌های مازندران اقدام به فعالیت مسلحانه کرد. حرمتی‌پور در ۴ فروردین ۱۳۶۱ در مازندران کشته شد و گروه از اسفند ۱۳۶۱ دوباره به جنگ کردستان پیوست.
در دی‌ماه سال ۱۳۶۱ شاخهٔ هرمزگان چریک‌های فدایی خلق ایران که بخشی از آن قبلاً در تیر ۱۳۶۱ در کردستان اعلام انحلال کرده‌بود با تغییر نام خود به «چریک‌های فدایی خلق ایران-هرمزگان» (با حذف کلمهٔ شاخه) دست به انشعاب زد و به عنوان سازمان جدیدی اعلام موجودیت کرد. اعضای این گروه از فعالان چریک‌های فدایی خلق در استان هرمزگان بودند که از اواخر ۱۳۵۶ با سازمان چریک‌های فدایی خلق ایران فعالیت کرده‌بودند و پس از جدایی چریک‌های فدایی خلق ایران فعالیت خود را با آن ادامه داده‌بودند. این گروه که در کوه‌های بلوچستان برای فعالیت مسلحانه تدارک دیده‌بود و عملیات‌های ترور و مصادرهٔ متعددی انجام داده‌بود، پس از افزایش فشار در هرمزگان اعضای خود را به صورت هسته‌هایی به تهران و زاهدان اعزام کرده‌بود و سپس به کردستان آمده و در ارتباط با مرکزیت چریک‌های فدایی خلق ایران به فعالیت پرداخته‌بود.